# Tony Franklin (musicista)
Anthony James Franklin, detto Tony (Derby, 2 aprile 1962), è un musicista e compositore britannico, noto principalmente per aver suonato il basso per artisti quali Roy Harper, The Firm, Jimmy Page, Paul Rodgers, Blue Murder, David Gilmour, Vasco Rossi, Eros Ramazzotti, Kate Bush, e Kenny Wayne Shepherd.

## Discografia parziale
- Roy Harper - Work of Heart  (Public Records, 1982)
- Roy Harper & Jimmy Page - Whatever Happened to Jugula? (Beggar's Banquet, 1984)
- The Firm - The Firm (Atlantic, 1985)
- The Firm - Mean Business (Atlantic, 1986)
- David Gilmour & Kate Bush - Secret Policeman's Third Ball (Virgin Video, 1987)
- Jimmy Page - Outrider (Geffen, 1987)
- Roy Harper - In Between Every Line (EMI, 1987)
- Roy Harper - Descendants of Smith (EMI, 1988)
- Blue Murder - Blue Murder (Geffen, 1989)
- Roy Harper - Once (Awareness, 1990)
- Glenn Hughes - L.A. Blues Authority Volume II: Glenn Hughes - Blues (Shrapnel, 1992)
- Roy Harper - Death or Glory? (Awareness, 1992)
- Blue Murder - Nothin' But Trouble (Geffen, 1994)
- Tony MacAlpine - Premonition (Shrapnel, 1994)
- Jeff Beck Tribute - Beckology (Shrapnel, 1995)
- Tony MacAlpine - Evolution (Shrapnel, 1995)
- Music for Our Mother Ocean - Benefit compilation (Interscope, 1996)
- Warren DeMartini - Surf's Up! (Polydor Japan, 1996)
- Carmine Appice - Guitar Zeus (Apalon Japan, 1996)
- Marty Friedman - True Obsessions (Shrapnel, 1996)
- Donna Lewis - Now in a Minute (Atlantic, 1996)
- Graham Bonnet - "Underground" (Victor, 1997)
- John Sykes - Loveland (Mercury Japan, 1997)
- Gary Hoey - Bug Alley (Surfdog, 1997)
- Various - Dragon Attack: A Tribute to Queen (De-Rock, 1997)
- Various - Thunderbolt: A Tribute to AC/DC (De-Rock, 1997)
- Donna Lewis - Blue Planet (Atlantic, 1998)
- Various - Cozy Powell Forever (Electric Angel Japan, 1998)
- Derek Sherinian - Planet X (Shrapnel, 1999)
- Various - Humanary Stew - A Tribute To Alice Cooper (Cleopatra Records, 1999)
- Gary Wright - Human Love (Warner, 2000)
- David Coverdale - Into the Light (EMI, 2000)
- Various - Metallic Assault: A Tribute to Metallica (2000)
- Erik Norlander - Into the Sunset (2000)
- Derek Sherinian - Inertia (2001)
- Willie Waldman - Trumpet Ride (2002)
- Tony Franklin - Wonderland (JVC/Victor Entertainment - July 2003)
- Derek Sherinian - Black Utopia (2003)
- Chris Catena - Freak Out (2003)
- Derek Sherinian - Mythology (2004)
- Vasco Rossi - Buoni o Cattivi (2004)
- Eros Ramazzotti - Calma Apparente (2005)
- Kelly Keeling - Giving Sight To The Eye (2005)
- Derek Sherinian - Blood of the Snake (2006)
- Quiet Riot - Rehab (2006)
- Sir Lord Baltimore - Sir Lord Baltimore III Raw (2006)
- Frankie Banali / Various - 24/7/365 - A Tribute To Led Zeppelin (2007)
- Eros Ramazzotti - e² (Sony / BMG, 2007)
- Terry Ilous - Here and Gone (2007)
- Vasco Rossi - Il mondo che vorrei (2008)
- Chris Catena - Discovery (2008)
- Derek Sherinian - Molecular Heinosity (2009)
- Tim Ripper Owens - Play My Game (2009)
- Gianluca Galli - Evolution Revolution (2011)
- Vasco Rossi - Vivere o niente (2011)
- Derek Sherinian - Oceana (2011)
- Docker's Guild - The Mystic Technocracy - Season 1: The Age of Ignorance (2012)
- Roy Harper - Man and Myth (2013)
- Kenny Wayne Shepherd - Goin' Home (2014)
- Joel Hoekstra's 13 - Dying To Live (2015)
- Chris Catena's Rock City Tribe - Truth in Unity (2020)
- Secret Alliance - Solar Warden (2020)